# Ectropis diffusaria
Ectropis diffusaria är en fjärilsart som beskrevs av Walker 1860. Ectropis diffusaria ingår i släktet Ectropis och familjen mätare. Inga underarter finns listade i Catalogue of Life.